# Berguedà
Il Berguedà (in spagnolo: El Bergadá) è una delle 41 comarche della Catalogna, con una popolazione di 39.746 abitanti; il suo capoluogo è Berga (città alla quale deve il nome).
Amministrativamente fa parte della provincia di Barcellona, che comprende 11 comarche.

## Lista dei comuni del Berguedà
| città                    | superficie | popolazione | densità        |
| ------------------------ | ---------- | ----------- | -------------- |
| Avià                     | 27,24 km²  | 1.956 ab.   | 71,81 ab./km²  |
| Bagà                     | 43,13 km²  | 2.122 ab.   | 49,20 ab./km²  |
| Berga                    | 22,56 km²  | 15.753 ab.  | 698,27 ab./km² |
| Borredà                  | 43,45 km²  | 508 ab.     | 11,69 ab./km²  |
| Capolat                  | 34,13 km²  | 80 ab.      | 2,34 ab./km²   |
| Casserres                | 29,45 km²  | 1.524 ab.   | 51,75 ab./km²  |
| Castell de l'Areny       | 24,35 km²  | 65 ab.      | 2,67 ab./km²   |
| Castellar de n'Hug       | 47,12 km²  | 191 ab.     | 4,05 ab./km²   |
| Castellar del Riu        | 32,74 km²  | 136 ab.     | 4,15 ab./km²   |
| Cercs                    | 47,35 km²  | 1.338 ab.   | 28,26 ab./km²  |
| Fígols                   | 29,31 km²  | 47 ab.      | 1,60 ab./km²   |
| Gironella                | 6,78 km²   | 4.884 ab.   | 720,35 ab./km² |
| Gisclareny               | 36,47 km²  | 33 ab.      | 0,90 ab./km²   |
| Gósol                    | 55,9 km²   | 225 ab.     | 4,0 ab./km²    |
| Guardiola de Berguedà    | 61,96 km²  | 945 ab.     | 15,25 ab./km²  |
| La Nou de Berguedà       | 25,00 km²  | 157 ab.     | 6,28 ab./km²   |
| La Pobla de Lillet       | 51,45 km²  | 1.357 ab.   | 26,38 ab./km²  |
| La Quar                  | 38,25 km²  | 73 ab.      | 1,91 ab./km²   |
| L'Espunyola              | 35,46 km²  | 273 ab.     | 7,70 ab./km²   |
| Montclar                 | 21,89 km²  | 126 ab.     | 5,76 ab./km²   |
| Montmajor                | 76,49 km²  | 459 ab.     | 6,00 ab./km²   |
| Olvan                    | 35,58 km²  | 895 ab.     | 25,15 ab./km²  |
| Puig-reig                | 45,75 km²  | 4.171 ab.   | 91,17 ab./km²  |
| Sagàs                    | 44,60 km²  | 140 ab.     | 3,14 ab./km²   |
| Saldes                   | 66,40 km²  | 338 ab.     | 5,09 ab./km²   |
| Sant Jaume de Frontanyà  | 21,26 km²  | 27 ab.      | 1,27 ab./km²   |
| Sant Julià de Cerdanyola | 11,61 km²  | 260 ab.     | 22,39 ab./km²  |
| Santa Maria de Merlès    | 52,09 km²  | 153 ab.     | 2,94 ab./km²   |
| Vallcebre                | 27,99 km²  | 281 ab.     | 10,04 ab./km²  |
| Vilada                   | 22,34 km²  | 514 ab.     | 23,01 ab./km²  |
| Viver i Serrateix        | 66,81 km²  | 195 ab.     | 2,92 ab./km²   |